# 小田 (福島市)
小田（おだ）は、福島県福島市の大字である。郵便番号は960-1104。

## 地理
福島市南西部の信夫地域に属し、地区内南部に位置する。北で大森と、北東で永井川と、東で平石と、南で松川町水原と、西で山田とそれぞれ隣接する。概ね町村制施行以前の小田村の流れを汲む地域である。福島盆地南端部の平地と山間部を区域とし、平地では田畑が広がり、福島県道148号水原福島線沿いなどに集落が点在する。かつては信夫郡平田村役場が置かれるなど、村の中心地であった。上町に所在する福島警察署及び上鳥渡に所在する福島南消防署信夫分署がそれぞれ管轄にあたる。

### 河川
- 濁川

### 主な字
- 天沼
- 新田ノ目
- 安坂山
- 位作山
- 石堰
- 石田
- 石橋
- 石橋前
- 扇田
- 大久保
- 大久保瀬戸
- 遅沢
- 遅沢入
- 遅沢瀬戸
- 遅沢東
- 遅沢前
- 大石
- 大畑山
- 大渕
- 掛ノ下

- 鹿島山
- 金山
- 上台
- 川ノ端
- 岳下目木
- 北内山
- 行人田
- 久保
- 久保前
- 高福内
- 光谷
- 光屋
- 古舘
- 小井戸
- 坂ノ下
- 作内
- 桜内
- 桜内前
- 塩無
- 下辻

- 下辻前
- 正夫田
- 正夫田前
- 杉ノ内
- 杉ノ内沖
- 関根
- 太師内
- 高森
- 高森前
- 高森向
- 高森山
- 滝ノ入
- 辻田
- 寺坂
- 東覚寺
- 鳶ノ巣
- 大門
- 中島
- 並柳
- 西窪

- 西新田ノ目
- 仲ノ内平
- 畑中
- 八幡舘
- 原畑
- 馬場
- 日請内前
- 東新田ノ目
- 日向
- 日向前
- 程平
- 程平角
- 程平入
- 房ノ内
- 町田
- 南内山
- 明内
- 向清水上
- 向田
- 本内

- 柳田
- 山岸
- 山ノ神
- 山ノ在家
- 山ノ在家前

## 歴史
- 1876年（明治9年） - 小倉村と新田野目村が統合され小田村が発足する。
- 1889年（明治22年）4月1日 - 町村制の施行により信夫郡平田村が発足。合併前の旧小田村域は平田村の大字となる。
- 1955年（昭和30年）3月1日 - 平田村が合併により信夫村となり、信夫村の大字となる。
- 1965年（昭和40年）6月1日 - 信夫村が福島市に編入され、福島市の大字となる。

## 世帯数と人口
2022年（令和4年）3月31日現在の世帯数と人口は以下の通りである。
| 大字 | 世帯数  | 人口   |
| ---- | ------- | ------ |
| 小田 | 450世帯 | 1130人 |

## 小・中学校の学区
市立小・中学校に通う場合、学区は以下の通りとなる。
| 番地           | 小学校             | 中学校             |
| -------------- | ------------------ | ------------------ |
| 字並柳         | 福島市立大森小学校 | 福島市立信夫中学校 |
| 上記を除く全域 | 福島市立平田小学校 | 福島市立信夫中学校 |

## 交通

### 鉄道
域内に鉄道施設は存在しない。

### 道路
- 東北自動車道
- 福島県道148号水原福島線（大森街道）
- 福島市道44号南四反田十三仏線
- 福島市道46号小田金谷川線
- 福島市道125号小田荒井線（福島西部広域農道）

### バス
福島交通路線バス
- （福島駅方面） -  並柳 - JA平田 - 久保 - 平田
  - 平田

## 施設
- 福島市立平田小学校
- 福島市クレー射撃場
- 平田郵便局
- JAふくしま未来 平田支店
- 鹿島神社
- 時宗 稱念寺
- 曹洞宗 陽林寺